# Alchisme
Alchisme ist eine Gattung der Buckelzirpen mit 34 Arten, die in der Neotropis (Süd- und Mittelamerika und Mexiko) verbreitet sind. Alchisme apicalis, A. grossa und A. virescens sind aus relativ vielen Ländern bekannt. Die Arten dieser Gattung sind vor allem in höheren Lagen zu finden, manchmal in über 2.000 m Höhe.

## Merkmale
Erwachsene Weibchen sind etwa 8 bis 15 mm lang, Männchen oft etwas kleiner. Die Zirpen sind meistens gelblich oder grünlich, manchmal auch braun gefärbt. Bei manchen Arten ist das Weibchen gelb, die Männchen hingegen braun gefärbt. Bei manchen Arten ist auf der Medianlinie der Zirpen eine rötliche oder dunkle Linie. Charakteristisch sind ein dorsaler und zwei seitliche spitze Fortsätze des Pronotums, die mehr oder weniger nach vorne gerichtet sind. Der nach oben gerichtete Fortsatz kann auch abgerundet sein. Außerdem hat das Pronotum eine nach hinten gerichtete Spitze. Die Arten der Gattung Umbonia sind mit Alchisme nah verwandt und ähnlich, haben aber nicht so kräftig ausgeprägte seitliche Spitzen.

## Lebensweise
Die Alchisme-Zikaden leben auf verschiedenen Pflanzen, von deren Phloem sie sich ernähren, besonders häufig sind sie auf Nachtschattengewächsen zu finden. Bei manchen Arten legen die Weibchen ihre Eier in die Leitbündel der Blätter. Bei A. grossa sitzen die Weibchen über den Eiern und bedecken diese weitgehend, um sie zu schützen. Manchmal machen die Weibchen zusätzliche Einschnitte in die Blätter, um den Larven die Nahrungsaufnahme zu erleichtern. Die Weibchen bleiben bei ihren Nachkommen, um sie zu beschützen. Die Larven bilden am Stängel eine Säule und das Weibchen sitzt in der Nähe. Wenn ein Fressfeind oder Parasitoid (z. B. Raubwanze oder parasitoide Erzwespe) die Larven bedroht, geben diese Alarm mit Hilfe von Vibrationssignalen, die sie weitergeben an die Mutter. Diese kommt dann zu der Stelle, von der der Alarm ausgeht, und verteidigt die Jungen aktiv, indem sie die Flügel bewegt, seitliche Körperbewegungen gegen den Feind ausführt oder mit den Beinen kräftig seitlich ausschlägt. Ein weiterer Schutz gegen Feinde wird erreicht, indem meist mehrere Weibchen an den gleichen Pflanzen ihre Gelege haben auch wenn genügend Futterpflanzen in der Nähe sind. Im Gegensatz zu vielen anderen Buckelzirpen sind die Arten von Alchisme nicht mit Ameisen vergesellschaftet.